# Stéphanie Kuder
Pour les articles homonymes, voir Kuder.
Stéphanie Kuder, née le 11 mai 1910 à Munich et décédée en juin 1986[Où ?], était une résistante française.

## Biographie
Ses parents étaient le peintre René Kuder, qui travaillait en Alsace, et son épouse Mathilde Vollmair. Ils se marièrent en 1909. Elle a une sœur cadette, Marie-France, née en 1919.
À partir d'octobre 1935, Stéphanie Kuder travaille au secrétariat de la Faculté des Arts et Lettres de l'Université de Strasbourg.
En 1939, Stéphanie et sa sœur Marie-France, alors étudiante en pharmacie, ont suivi l’université de Strasbourg repliée, juste avant Noël, à Clermont-Ferrand. Elles font partie du groupe des « Gergoviotes », réuni sur le plateau de Gergovie par les professeurs Gaston Zeller et Jean Lassus, qui organisent des fouilles archéologiques. Un lieu de vie est construit - la Maison des étudiants - et c'est René Kuder leur père, qui assure la décoration de la salle commune, en peignant une grande fresque colorée.

### Engagement
Grâce à son emploi à l’université, Stéphanie a délivré de fausses cartes d’identité aux étudiants. Elle devient membre du réseau de résistance français Réseau Mithridate, sous le nom de « Murat ».

### Arrestation et déportation
Le 25 novembre 1943, elle est arrêtée lors de la rafle de l'Université de Clermont. Sur la fiche créée par les SS, il est indiqué que son métier était « secrétaire ».
Avant sa déportation, Stéphanie Kuder fut d'abord emprisonnée à la caserne du 92e Régiment d'Infanterie, puis elle est emmenée au camp de Compiègne, avant d'arriver au camp de concentration de Ravensbrück le 31 janvier 1944. Après 4 mois passés là-bas, elle est conduite au camp de travail de Limmer à Hanovre le 24 juin 1944, où elle effectua des travaux forcés pour Continental AG, où elle fabrique des masques à gaz . Dans le camp, elle a été nommée chef de bloc pour l'un des deux blocs de prisonniers.

Stéphanie Kuder est décrite par ses codétenus comme étant toujours positive :
Cécile Huk : « [...] camarade [et] femme d'exception [...] qui a défendu nos intérêts » et « en plus des qualités extérieures, elle a aussi des qualités intérieures »
S. Rohner : « [...] un très bon camarade ».
J. Lorge a souligné que Stéphanie Kuder, en tant qu’ancienne du bloc, était « de mèche » avec ses camarades.
Peu avant la fin de la guerre, au début du mois d'avril 1945, le camp de Limmer est évacué par les SS. Stéphanie Kuder et ses co-détenues sont donc conduites au camp de concentration de Bergen-Belsen. Elle fut libérée une semaine plus tard, le 15 avril 1945. L'officier des forces d'occupation britanniques, Derrick Sington, a rapporté dans son dernier livre The Gates Are Opening que Stéphanie Kuder « était membre du Comité international de 15 anciens prisonniers qui avait été formé à Bergen-Belsen après la libération ».
Le 1er juin 1945, Stéphanie Kuder rentre enfin en France. Elle prend alors la tête du Syndicat des étudiants de Strasbourg en tant que « Directrice du Comité des œuvres en faveur des étudiants de l'Université de Strasbourg ».
Elle est décédée en juin 1986 à l'âge de 76 ans.

## Reconnaissance
Elle est reconnue « Déporté résistante ».

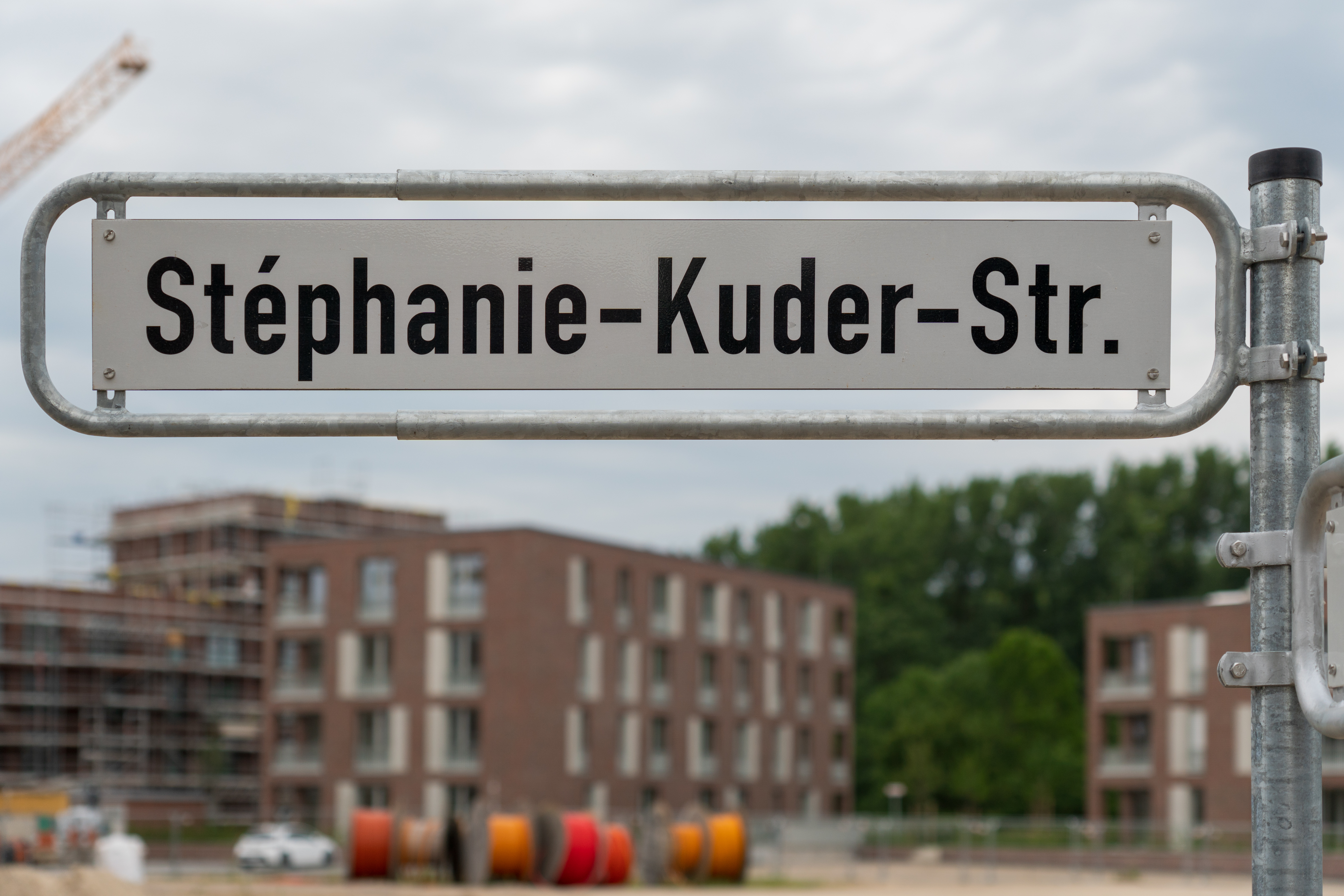
Place Stéphanie Kuder à Hanovre

- Place Stéphanie Kuder à HanovreEn 2018, une rue nouvellement créée, sur le site de l'ancienne succursale de Continental AG à Hanovre, porte le nom de Stéphanie Kuder[1].

- En 2023, une exposition présentée au Musée archéologique de la bataille de Gergovie en Auvergne, évoque son passage en Auvergne lors de la Seconde Guerre mondiale, et revient sur son engagement dans la Résistance et son implication au sein des « Gergoviotes »[6].

## Distinctions
- Officier de la Légion d'honneur par décret du 7 janvier 1964[7].
- Médaille de la Résistance française par décret du 24 avril 1946[8].
- Médaille de la déportation pour faits de Résistance de par son statut de « déporté résistant »[5].